# 767

## Události
- V Bulharsku začíná období anarchie.
- Konstantin II. se stává vzdoropapežem.

## Úmrtí
- 28. června – papež Pavel I.
- 15. října – konstantinopolský patriarcha Konstantin II. (popraven)
- Abú Hanifa – právník (nar. 699)

## Hlava státu
- Papež – Pavel I. (757–767) » Štěpán III. (767–772)
- Byzantská říše – Konstantin V. Kopronymos (741–775)
- Franská říše – Pipin III. Krátký (751–768)
- Anglie
  - Wessex – Cynewulf z Wessexu
  - Essex – Sigeric
  - Mercie – Offa (757–796)
- První bulharská říše – Tokt – Pagan